# Necronomicon
El Necronomicon (en grec, νεκρονομικόv) és un llibre de coneixement màgic nascut de la imaginació de l'escriptor estatunidenc Howard Phillips Lovecraft (1890-1937), un dels mestres de la literatura de terror i ciència-ficció. Es tracta d'un manual de sabers arcans i màgia ritual que pot provocar la bogeria a qui el llegeix i que forma part dels anomenats mites de Cthulhu.

## El títol
L'etimologia de Necronomicon és més transparent del que se sol creure. Es tracta de la traducció al grec de l'original en àrab, realitzada aproximadament l'any 950 dC per Theodorus Philetas. Tot i que la forma no està testimoniada en grec antic, es tracta d'una construcció anàloga a adjectius comuns com αστρονομικός, 'astronòmic' o οικονομικός, 'econòmic'. Aquests adjectius estan formats per tres elements: un lexema (αστρο-, οικο-, νεκρο-) + el lexema νόμος ('llei, administració') + el sufix -ικος, sense significat, que serveix per formar adjectius. Així doncs, astronòmic significa etimològicament 'relatiu a la llei o ordenació dels astres'; el neologisme necronòmic seria 'relatiu a la llei (o a les lleis) dels morts'.
Quan aquests adjectius es posen en neutre singular (αστρονομικόν) o plural (αστρονομικά), adquireixen un valor genèric: en l'exemple, 'relatiu als astres', 'les coses relatives dels astres'. Sovint, s'usava aquesta forma per a donar títol als llibres: així Astronòmica és un llibre del poeta llatí Marc Manili (s. I dC). Necronomicon, neutre singular, és per tant '(el llibre que conté) allò relatiu a la/les llei/s dels morts'.

## Descripció
En el Necronomicon, es descriuen totes aquelles fórmules que van ser oblidades i que permetien contactar amb unes entitats sobrenaturals d'un poder immens. També inclou multitud de rituals per ressuscitar els morts, viatjar a les dimensions on habiten aquests éssers sobrenaturals, etc. És mencionat com un llibre de sabers arcans i de màgia ritual que, amb la seva lectura sola, provoca la bogeria i la mort.
Apareix en gran part dels escrits de Lovecraft, així com en altres llibres, com El rei en groc, De vermis misteriis (que en llatí es traduiria com 'el misteri del cuc') i Le culte des goules (que en francès seria 'el culte dels gules', que aquí no es tracta del color usat a l'heràldica, sinó dels guls, éssers mencionats en la mitologia de la Mesopotàmia asiàtica, que es consideraven com a "morts" que portaven una espècie de vida nocturna a expenses dels vius. Gairebé equivalen a les "larves" i lèmurs dels llatins, a les "mormos" dels antics grecs, o els més coneguts vampirs de l'Europa centreoriental). Aquest últim títol va ser escrit pel fictici autor Conde D'Arlet.

## "Orígens" del text
Lovecraft acumula moltes dades per fer creïble l'existència del llibre:
A l'origen va ser escrit amb el títol Al Azif (al azif, en àrab: 'el brunzit'... dels insectes nocturns, remor que en folklore àrab s'atribueix a jinns i guls) al voltant del 730 dC pel poeta àrab boig Abdul Al-Hazred, de Sana (Iemen). Es diu que Al-Hazred va morir a plena llum del dia sota les urpes d'una bèstia invisible, davant de molts testimonis.
Més endavant, un dels compiladors del llibre citats per Lovecraft va ser Ibn Khallikan, erudit persa àrab que va existir realment. Cap a l'any 950, se'l va traduir al grec i va adoptar el títol actual grec: Necronomicon. Va començar a tenir una ràpida difusió entre filòsofs i científics de la baixa edat mitjana; tot i així, els horribles actes produïts al seu voltant van portar que l'Església catòlica el condemnés l'any 1050. L'any 1228, Olaus Wormius va traduir el llibre al llatí, que n'és la versió més famosa, ja que només en queden uns quants exemplars, mentre que els originals àrabs i grecs s'han perdut (o això és el que es creu).
El 1232 tant la versió llatina com la grega són prohibides pel Papa Gregori IX.

## "Traducció" catalana
A La canço de l'enfadós, conte que forma part de Lovecraft, Lovecraft! d'Ofèlia Dracs, s'explica que el Canonge Alcover va descobrir a la ciutat de Mallorca una versió catalana del Necronomicon feta per l'Anselm Turmeda amb data del 1423.

## Ficció versemblant
Òbviament, el llibre és fictici, ja que Lovecraft ho afirma en diverses ocasions en la correspondència que va mantenir amb el seu cercle d'amics. De fet, el famós àrab boig Abdul Alhazred no és més que un sobrenom que ell mateix es va posar a la seva infantesa, inspirat en la lectura de Les mil i una nits.
Lovecraft va aconseguir fer un excel·lent engany en donar presumptes dades respecte al Necronomicon; per exemple, afirmava que quedaven molt pocs exemplars del llibre "prohibit" i "perillós"; en el conte l'Horror de Dunwich, se n'ubiquen exemplars a la Universitat de Buenos Aires, a la Universitat de San Marcos de Lima, a la Biblioteca Widener de Harvard, a la Biblioteca Nacional de París, al Museu Britànic i un altre a la inexistent Universitat de Miskatonic, a la ciutat d'Arkham (citada en els contes de Lovecraft). És així que moltes persones creuen en l'existència del llibre i s'han donat dos casos en què algú ha comprat un suposat exemplar original del Necronomicon.
Sense cap dubte, aquest llibre té la fama de donar peu a les més grans confusions. Es poden trobar pàgines a internet que desvelen els seus misteris i fins i tot llocs on es ven. És freqüent que es facin enganys i s'ofereixin "exemplars del Necronomicon".
Una llegenda urbana diu que, una vegada, un estudiant d'alguna universitat del món va fer la broma d'incloure la seva fitxa bibliogràfica al registre d'una biblioteca i, així, el Necronomicon va ser demanat insistentment (fins i tot per professors). Es diu que Jorge Luis Borges en va crear una a la Biblioteca Nacional de Buenos Aires, Argentina.